# Lajedo do Tabocal
Lajedo do Tabocal is een gemeente in de Braziliaanse deelstaat Bahia. De gemeente telt 9.100 inwoners (schatting 2009).